# Piaskowiec kasztanowaty

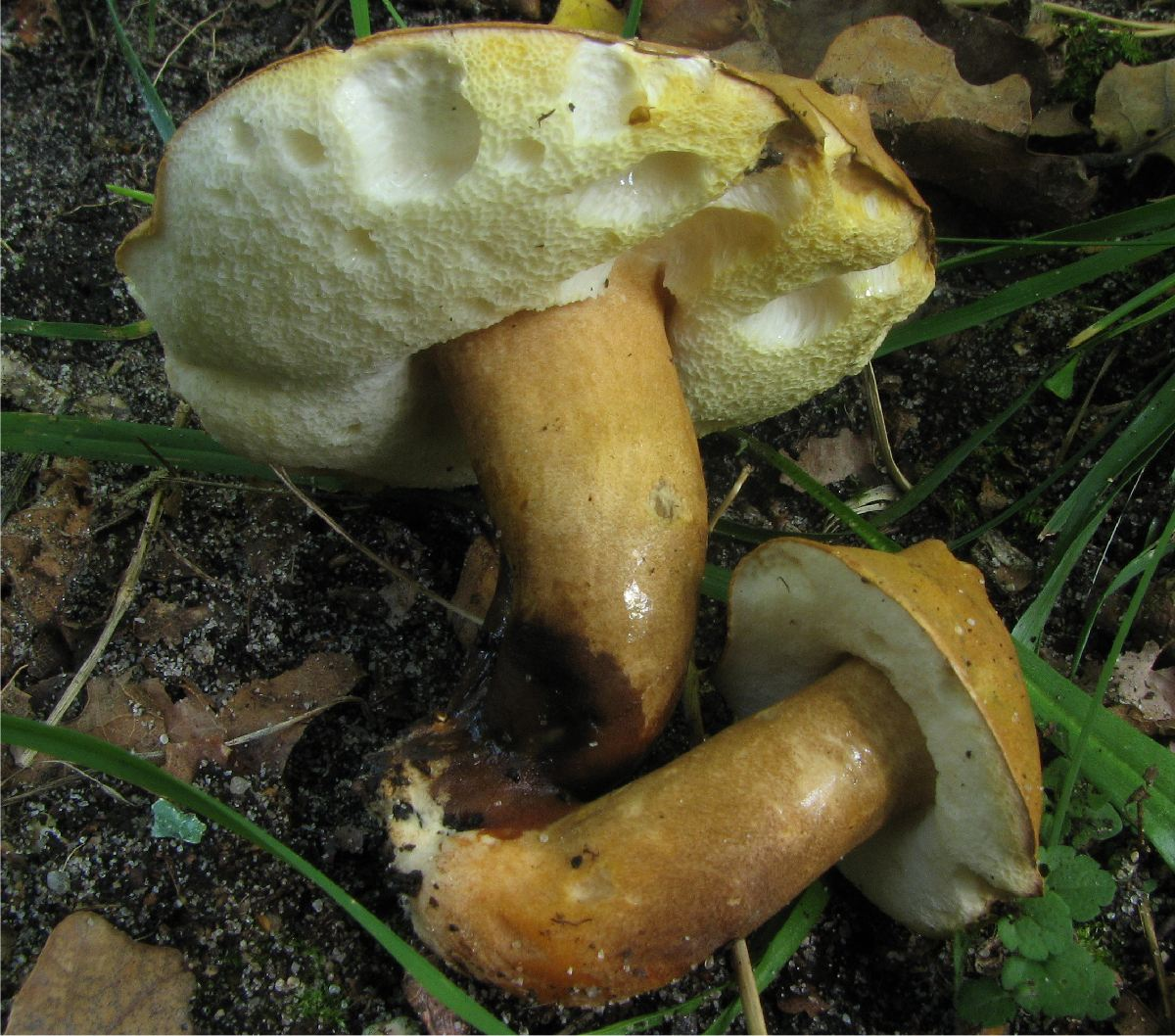

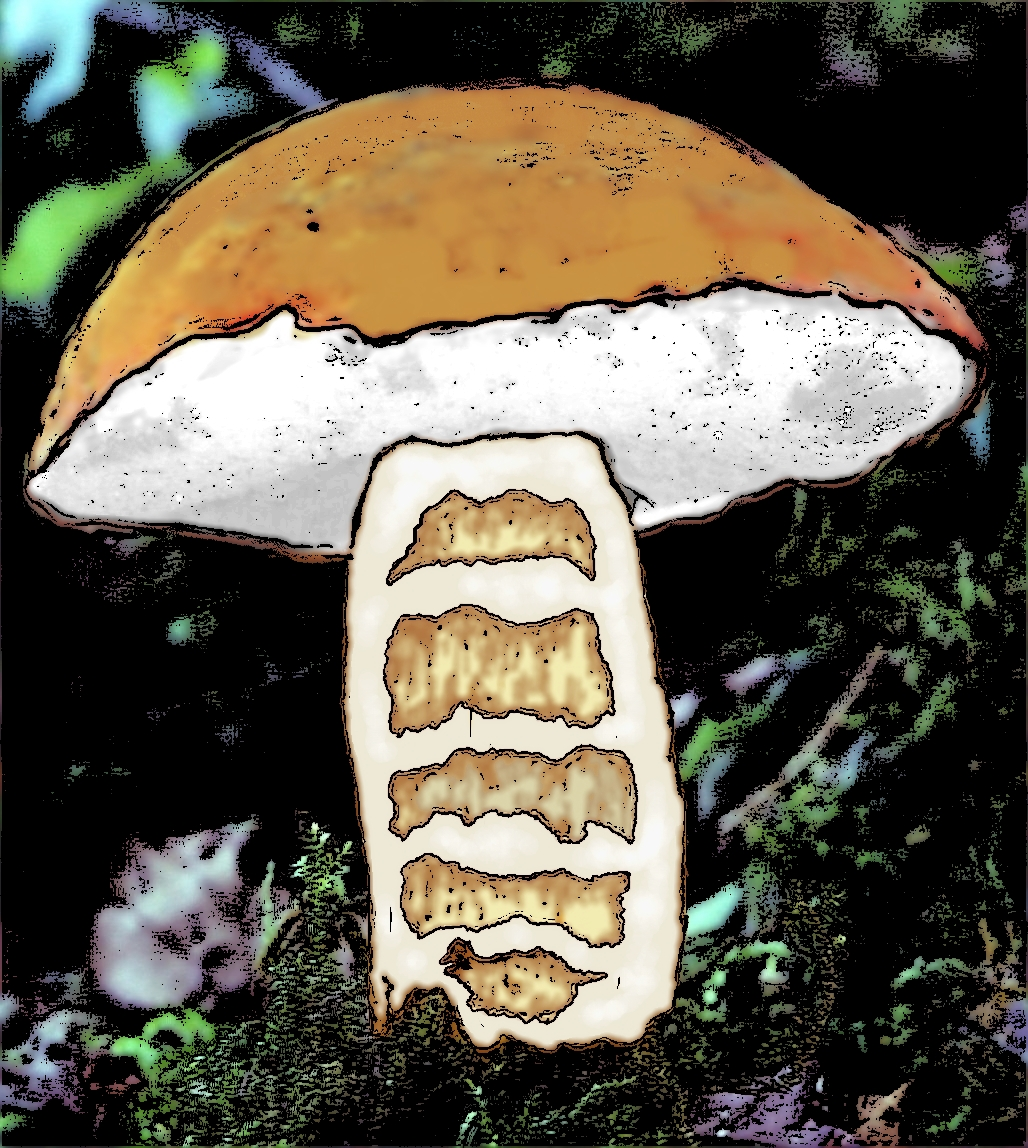

Piaskowiec kasztanowaty (Gyroporus castaneus (Bull.) Quél.) – gatunek grzybów z rodziny piaskowcowatych (Gyroporaceae).

## Systematyka i nazewnictwo
Pozycja w klasyfikacji według Index Fungorum: Gyroporus, Gyroporaceae, Boletales, Agaricomycetidae, Agaricomycetes, Agaricomycotina, Basidiomycota, Fungi.
Po raz pierwszy opisał go w 1788 r. Jean Baptiste François Pierre Bulliard, nadając mu nazwę Boletus castaneus. Obecną, uznaną przez Index Fungorum nazwę nadał mu w 1886 r. Quélet, przenosząc go do rodzaju Gyroporus. Synonimy:

- Boletus castaneus Bull. 1788
- Boletus cyanescens var. fulvidus (Fr.) Fr. 1821
- Boletus fulvidus Fr. 1818
- Boletus testaceus Gillet 1884
- Gyroporus castaneus var. fulvidus (Fr.) Quél. 1886
- Leucobolites castaneus (Bull.) Beck 1923
- Leucobolites fulvidus (Fr.) Beck 1923
- Suillus castaneus (Bull.) P. Karst. 1882
- Suillus fulvidus (Fr.) Henn. 1898

Nazwę polską podała Alina Skirgiełło w 1960 r. W polskim piśmiennictwie mykologicznym gatunek ten opisywany był też pod nazwami: grzyb dębowy, grzyb leszczynowy, grzyb piaskowy, podgrzybek, zajęczy grzybek, podgrzybek kasztanowaty, świniak kasztanowaty.

## Morfologia
Kapelusz
Rdzawy lub kasztanowobrązowy, za młodu wypukły, w dojrzałym owocniku płaski lub poduchowaty. Skórka kapelusza początkowo zamszowata, później łysa, podczas suszy pęka na poletka.
Rurki
Za młodu białe, potem żółtawe, nie sinieją po przekrojeniu. Pory drobne, okrągłe, białe, potem żółte.
Trzon
Nieregularnie cylindryczny, różnie powyginany. Powierzchnia naga, sucha, czerwonobrązowa. Wewnątrz początkowo pełny, potem gąbczasty, wreszcie całkiem pusty lub z pustymi komorami.
Miąższ
Biały, nie zmieniający zabarwienia po przekrojeniu, za młodu twardy, jędrny, w starszych okazach kruchy. Smak nieznaczny, zapach niewyraźny.
Wysyp zarodników
Bladożółty. Zarodniki o średnicy 7-10 × 4-6 µm, jajowate, gładkie, prawie bezbarwne.

## Występowanie i siedlisko
W Polsce rzadki. Znajduje się na Czerwonej liście roślin i grzybów Polski. Ma status R – potencjalnie zagrożony z powodu ograniczonego zasięgu geograficznego i małych obszarów siedliskowych. Znajduje się na czerwonych listach gatunków zagrożonych także w Austrii, Czechach, Niemczech, Danii, Norwegii, Holandii, Szwecji, Finlandii.
Występuje w lasach liściastych, głównie pod dębami, na piaszczystych gruntach, unika gleb wapiennych. Owocniki wytwarza od lipca do października.

## Znaczenie
Grzyb jadalny, ale nie dorównuje jakościowo piaskowcowi modrzakowi. Nadaje się głównie do suszenia.
Piaskowca kasztanowatego nie można pomylić z żadnym innym grzybem borowikowatym.